# Sandhedens Time
 Denne artikel bør gennemlæses af en person med fagkendskab for at sikre den faglige korrekthed.

Sandhedens Time er den danske version af det amerikanske tv-show The Moment of Truth. I Danmark sendtes det på TV3 fra 2008 til 2009, mens den amerikanske version sendes på FOX. Programmet varer en time inkl. reklamepauser, og har 1-3 deltagere pr. episode. Studieværten var Lars Hjortshøj.

## Format
Deltageren har før optagelserne besvaret over 50 spørgsmål gennem en polygraf, hvoraf 21 er udvalgt til selve spillet. Under spillet stilles deltageren gradvist spørgsmålene, uden at kende resultatet af polygraftesten, og skal svare rigtigt for at komme videre. Deltageren kan stoppe mellem hvert spørgsmål og få de penge der hidtil er vundet på rangstien. Svarer deltageren derimod forkert går han/hun derfra uden gevinst (dog er man minimum sikret det laveste mulige beløb hvis man har svaret på alle de spørgsmål som er kravet for at vinde det). Foran deltageren er et panel af eventuelle kærester, venner og familiemedlemmer, der har mulighed for én gang at trykke på en alarm, der medfører at deltagere ikke skal svare på det aktuelle spørgsmål, der i stedet erstattes af et nyt. Præmiesummen afgøres ud fra en rangstige:
- Når de første seks spørgsmål er besvaret, kan deltageren gå med DKK 10.000,00 (amr. ver. $10.000,00)
- Når de efterfølgende fem er besvaret, kan deltageren gå med DKK 25.000,00 (efter besvarelse DKK 250.000,00 (amr. ver. $250.000,00)
- De følgende to giver efter besvarelse DKK 350.000,00 (amr. ver. $350.000,00)
- Det sidste giver ved korrekt svar en halv million kroner (amr. ver. $500.000,00)

## Kontrovers
Femte episode af den amerikanske version var angiveligt tæt på, at blive annulleret pga. afsnittets kontroversielle indhold.